# 顾建国
顾建国（1953年—），江苏南通人，汉族，中华人民共和国政治人物、第十一届全国人民代表大会安徽地区代表。
毕业于安徽省委党校经济管理专业，是中共党员。担任马钢集团公司董事长。2008年起担任全国人大代表。